# 日本皮膚アレルギー・接触皮膚炎学会
一般社団法人日本皮膚アレルギー学会（にほんひふあれるぎーがっかい、英称:The Japanese Society for Dermatoallergology and Contact Dermatitis）は、皮膚アレルギー疾患全般を対象とする学会。

## 概要
2007年4月1日、日本皮膚アレルギー学会と日本接触皮膚炎学会とが統合して発足した。